# Greg Jacks
Greg Jacks est le batteur français du groupe pop rock Superbus, il est né le 7 mars 1976.
Il commence dès l'âge de cinq ans et forme son premier groupe de rock à douze ans. Après une multitude de groupes Greg décide de faire de la musique son métier.
 Il débute dans Hoax en 1997, puis part à Los Angeles où il joue notamment avec Ahmet Zappa. Il revient en France en 2000 et part en tournée avec Jay-Jay Johanson puis avec Modjo.
En 2002, il tourne avec Kid Loco et en 2003 avec Curtis. Puis en 2005 avec No One Is Innocent.
En 2008, aux côtés de DC Shoes, il participe à la création d'une paire de sneakers en édition limitée "Stricker G.J.".
Greg rejoint le groupe Superbus sur leur troisième album Wow. Cet album se vendra à près de 400 000 exemplaires.
Le DVD de leur concert au Zénith de Paris a été certifié double DVD de platine (50 000 exemplaires vendus).
Leur album Lova Lova a quant à lui été certifié double disque de platine, en septembre 2010.
Le best-of de Superbus "Happy busday" a été vendu à 80 000 exemplaires et certifié disque d'or.
En 2010, Greg ainsi que François Maigret alias Shanka créent et produisent le groupe The Dukes.
L'album de The Dukes, "Victory", sortira en Europe le 7 novembre (le 5 décembre en France et courant 2012 aux États-Unis). Le groupe partira en tournée européenne en support du groupe anglais The Subways au mois d'octobre 2011.
Le 23 avril 2015, le groupe Superbus annonce à leurs fans qu'ils se sépare de son batteur Greg Jacks, le batteur affirme s’être fait renvoyer par la maison de disque et les quatre autres membres invoquent un problème d’emploi du temps car il vit aux États-Unis depuis 2012.
Il réintègre Superbus en 2019, afin d'entamer en 2020 une tournée à l'occasion des 20 ans du groupe.